# Yassin Bouih
Yassin Bouih (* 24. November 1996 in Reggio nell’Emilia) ist ein Italienischer Leichtathlet marokkanischer Herkunft, der sich auf die Mittelstreckenläufe spezialisiert hat.

## Sportliche Laufbahn
Yassin Bouihs Eltern stammen aus Casablanca und kamen aus beruflichen Gründen zunächst nach Turin, bevor sie sich in Reggio nell’Emilia niederließen, wo ihr Sohn geboren wurde. 2009 fing er mit der Leichtathletik zunächst in den Sprintdistanzen an, bevor er auf Anraten seines damaligen Trainers, Paolo Gilioli, sich bevorzugt auf die Mittelstreckendistanzen begann zu fokussieren.
2012 nahm er dann bei den U18-Meisterschaften erstmals an nationalen Meisterschaften teil und konnte in der Halle im 1000-Meter-Lauf gewinnen. Ein Jahr später gewann im Oktober der den U18-Titel über 800 Meter in der Freiluft. Zuvor startete er bei den U18-Weltmeisterschaften in Donezk über 1500 Meter, bei denen er allerdings in 4:02,12 min nicht über den Vorlauf hinaus kam. Im Laufe der Saison 2014 verbesserte er seine Zeit über diese Distanz auf 3:51,60 min. Im Juli 2015 trat er bei den U20-Europameisterschaften im schwedischen Eskilstuna über die 1500 Meter an. Dort erreichte er das Finale, das er in 3:52,28 min als Achter erreichte.
2017 trat Bouih bei den Halleneuropameisterschaften in Belgrad an. Im Finale wurde er in 3:47,95 min Achter. Im Sommer startete er bei den U23-Europameisterschaften in Bydgoszcz. In 3:45,18 min kam er dabei nicht über den Vorlauf hinaus und belegte den insgesamt 17. Platz. Bei den Hallenweltmeisterschaften in Birmingham 2018 ging er über 3000 Meter an den Start. Als Dritter seines Vorlauf qualifizierte er sich dabei für das Finale, in dem er in neuer Bestzeit von 7:50,65 min den elften Platz belegte. Seine nächsten internationalen Meisterschaften bestritt er schließlich erst wieder im Jahr 2021, in dem er bei den Halleneuropameisterschaften im polnischen Toruń an den Start ging. Er startete im ersten der insgesamt drei Vorläufe, verpasste als Fünfter seines Laufes allerdings den Einzug in das Finale. Ein Jahr später startete er im Frühjahr 2022 bei den Hallenweltmeisterschaften in Belgrad. Auch dort verpasste er als Zehnter seines Laufes den Einzug in das Finale.
Bouih wurde bislang insgesamt sechsmal italienischer Meister.

## Wichtige Wettbewerbe
| Jahr                | Veranstaltung               | Ort                 | Platz               | Disziplin           | Zeit                |
| Startet für Italien | Startet für Italien         | Startet für Italien | Startet für Italien | Startet für Italien | Startet für Italien |
| ------------------- | --------------------------- | ------------------- | ------------------- | ------------------- | ------------------- |
| 2013                | U18-Weltmeisterschaften     | Donezk              | 26.                 | 1500 m              | 4:02,12 min         |
| 2015                | U20-Europameisterschaften   | Eskilstuna          | 7.                  | 1500 m              | 3:52,28 min         |
| 2017                | Halleneuropameisterschaften | Belgrad             | 8.                  | 1500 m              | 3:47,95 min         |
| 2017                | U23-Europameisterschaften   | Bydgoszcz           | 17.                 | 1500 m              | 3:45,18 min         |
| 2018                | Hallenweltmeisterschaften   | Birmingham          | 11.                 | 3000 m              | 8:20,84 min         |
| 2021                | Halleneuropameisterschaften | Toruń               | 20.                 | 3000 m              | 7:56,66 min         |
| 2022                | Hallenweltmeisterschaften   | Belgrad             | 24.                 | 3000 m              | 7:58,63 min         |

## Persönliche Bestleistungen
Freiluft
- 800 m: 1:50,88 min, 19. September 2014, Mailand
- 1500 m: 3:37,34 min, 11. Juni 2021, Carquefou
- 3000 m: 7:52,62 min, 31. August 2021, Rovereto
- 5000 m: 13:50,22 min, 29. August 2017, Rovereto

Halle
- 800 m: 1:53,44 min, 8. Februar 2015, Ancona
- 1000 m: 2:27,33 min, 24. Januar 2015, Ancona
- 1500 m: 3:40,75 min, 22. Februar 2020, Ancona
- 3000 m: 7:47,98 min, 9. Februar 2021, Liévin